# Impatiens reidii
Impatiens reidii är en balsaminväxtart som beskrevs av Joseph Dalton Hooker. Impatiens reidii ingår i släktet balsaminer, och familjen balsaminväxter. Inga underarter finns listade i Catalogue of Life.